# ملارد ویلای جنوبی
ملاردویلای جنوبی، روستایی از توابع بخش مرکزی شهرستان ملارد در استان تهران ایران است.

## جمعیت
این روستا در دهستان ملارد شمالی قرار دارد و براساس سرشماری مرکز آمار ایران در سال ۱۳۹۵، جمعیت آن ۱٬۷۰۴ نفر (۵۰۲ خانوار) بوده‌است.